# Chives (Charente-Maritime)
Chives település Franciaországban, Charente-Maritime megyében. Lakosainak száma 309 fő (2022. január 1.). Chives Barbezières, Les Gours, Lupsault, Ranville-Breuillaud, Fontaine-Chalendray, Villiers-Couture és Couture-d’Argenson községekkel határos.

## Népesség
A település népességének változása:
| Lakosok száma | 502  | 457  | 424  | 371  | 352  | 339  | 331  | 316  | 311  | 309  |
|               | 1968 | 1982 | 1990 | 2006 | 2013 | 2015 | 2017 | 2019 | 2020 | 2022 |